# Tomasz Kalicki
Tomasz Wojciech Kalicki (ur. 15 listopada 1958) – polski geograf, specjalista w zakresie geomorfologii, geoarcheologii i paleogeografii holocenu, dr hab. profesor nadzwyczajny w Uniwersytecie Jana Kochanowskiego w Kielcach.

## Przebieg kariery naukowo-dydaktycznej
Rozpoczął studia geograficzne na Uniwersytecie Jagiellońskim, gdzie w 1982 roku uzyskał stopień magistra. Podjął pracę na stanowisku młodszego specjalisty, a następnie adiunkta w Instytucie Geografii i Przestrzennego Zagospodarowania. W trakcie swojej pracy w PAN uzyskał stopień doktora w 1989 roku (promotor prof. Leszek Starkel), a następnie doktora habilitowanego w 2007 roku. Był profesorem wizytującym w Uniwersytecie w Liège w Belgii. Od 2007 pracuje jako prof. uczelni w Uniwersytecie Jana Kochanowskiego w Kielcach w Instytucie Geografii i Nauk o Środowisku. Od 2010 roku kieruje Zakładem Geomorfologii i Geoarcheologii (dawniej Zakład Geomorfologii, Geoarcheologii i Kształtowania Środowiska). W latach 2010–2013 był wicedyrektorem ds. nauki w Instytucie Geografii (obecnie Instytut Geografii i Nauk o Środowisku). Od 2012 jest kierownikiem Zespołu Laboratoriów Geomorfologiczno-Hydrologicznych (dawniej Naukowo-Dydaktycznych). W latach 2017–2023 pełnił funkcję kierownika studiów doktoranckich z zakresu geografii UJK.

## Dorobek naukowo-dydaktyczny
Jego specjalizacja naukowa obejmuje geomorfologię fluwialną, geologię czwartorzędu, paleogeografię, paleohydrologię i szeroko rozumianą geoarcheologię. Uczestniczył w kilkudziesięciu (również jako kierownik) wyprawach naukowych i alpinistycznych od bieguna północnego, Cypr, aż do Patagonii. Uczestniczył w realizacji kilkudziesięciu grantów krajowych i międzynarodowych. Jest autorem ponad 600 różnych publikacji, m.in.
- The evolution of the Vistula river valley between Cracow and Niepołomice in late Vistulian and Holocene times[1][7]
- Late Quaternary palaeohydrological changes in the upper Purus basin, southwestern Amazonia, Brazil[1][7]
- Zapis zmian klimatu oraz działalności człowieka i ich rola w holoceńskiej ewolucji dolin środkowoeuropejskich[1][7]
- Climatic versus human impact on the Holocene sedimentation in river valleys of different order[1][7]
- Examples from the upper Dnieper basin, Belarus[1][7]
- Morphology and land use of flood plains in western part of Sandomierz Basin (southern Poland, Central Europe) in the Roman period[1][7]

Przez lata swojej pracy uzyskał różne stypendia naukowe, m.in. Royal Society, DFG, DAAD i FNRS. Jako prof. UJK wypromował 10 doktorów (stan na 2023) oraz recenzował kilkanaście prac doktorskich i habilitacyjnych w tym zagranicznych (2 doktorskie i 2 habilitacyjne).

## Inne pełnione funkcje
Od 1996 jest członkiem i współpracownikiem Komisji Badań Czwartorzędu PAU. W latach 2014–2022 był prezesem polskiego Stowarzyszenia Archeologii Środowiskowej. Od 2018 jest przewodniczącym (chairman) światowej Fluvial Archive Group (FLAG). Jest również członkiem Kolegiów Redakcyjnych czasopism polskich: Folia Quaternaria (Sekretarz Redakcji 1997-2012), Acta Universitatis Lodziensis, Folia Geographica Phisica (2021) i zagranicznych: IANSA (2011), Fiziczna Geografija ta Geomorfologija (2014), Bielarussian State University. Geography and Geology (2016).

## Odznaczenia i wyróżnienia
- Nagroda Rektora UJ za badania polarne na Spitsbergenie (1986)[2]
- Nagroda VII Wydziału PAN Nauk o Ziemi za pracę doktorską (1991)[2]
- Nagroda Komisji Geomorfologii PTG na najlepszą pracę doktorską z geomorfologii obronioną w 1989 r. (1991)[2]
- Nagroda naukowa indywidualna Rektora UJK w Kielcach (2008)[2]
- Wyróżnienie w formie listu gratulacyjnego od Prorektora ds. Nauki i Współpracy z Zagranicą Uniwersytetu Jana Kochanowskiego w Kielcach za działalność naukową w 2012 r. (2013)[2]
- Złoty Medal Za długoletnią służbę (2014)[2][10]
- Nagroda naukowa indywidualna III° Rektora UJK w Kielcach (2018)[2][11]
- Nagroda naukowa indywidualna II° Rektora UJK w Kielcach (2019)[2][12]
- 1. miejsce: najlepszy nauczyciel akademicki w woj. świętokrzyskim w plebiscycie Echo Dnia – Nauczyciel na Medal (2019)[2][13]
- Medal Komisji Edukacji Narodowej (2021)[2]
- 3. miejsce: najlepszy nauczyciel akademicki w woj. świętokrzyskim w plebiscycie Echo Dnia – Plebiscyt Edukacyjny (2022)[14]
- Nagroda Środowiska Studenckiego UJK - Nominacja do nagrody Wykładowcy Roku oraz wyróżnienie (2022)[15]
- 4. miejsce: najlepszy nauczyciel akademicki w woj. świętokrzyskim w plebiscycie Echo Dnia – Plebiscyt Edukacyjny (2023)[16]
- 5. miejsce: najlepszy nauczyciel akademicki w woj. świętokrzyskim w plebiscycie Echo Dnia – Plebiscyt Edukacyjny (2024)[17]